# Діксон (Міссурі)
Діксон (англ. Dixon) — місто (англ. city) в США, в окрузі Пуласкі штату Міссурі. Населення — 1232 особи (2020).

## Географія
Діксон розташований за координатами 37°59′43″ пн. ш. 92°5′45″ зх. д. / 37.99528° пн. ш. 92.09583° зх. д. (37.995277, -92.095877).  За даними Бюро перепису населення США в 2010 році місто мало площу 2,63 км², з яких 2,63 км² — суходіл та 0,00 км² — водойми.

## Демографія
Згідно з переписом 2010 року, у місті мешкало 1549 осіб у 645 домогосподарствах у складі 363 родин. Густота населення становила 589 осіб/км².  Було 738 помешкань (281/км²).
Расовий склад населення:
| - 94,5 % — білих - 0,9 % — вихідців з тихоокеанських островів - 0,9 % — чорних або афроамериканців - 0,6 % — азіатів - 0,3 % — корінних американців |

До двох чи більше рас належало 2,3 %. Частка іспаномовних становила 4,7 % від усіх жителів.
За віковим діапазоном населення розподілялося таким чином: 25,7 % — особи молодші 18 років, 57,1 % — особи у віці 18—64 років, 17,2 % — особи у віці 65 років та старші. Медіана віку мешканця становила 38,3 року. На 100 осіб жіночої статі у місті припадало 88,0 чоловіків;  на 100 жінок у віці від 18 років та старших — 84,8 чоловіків також старших 18 років.
Середній дохід на одне домашнє господарство  становив 39 242 долари США (медіана — 30 313), а середній дохід на одну сім'ю — 47 870 доларів (медіана — 42 417). Медіана доходів становила 31 935 доларів для чоловіків та 27 443 долари для жінок. За межею бідності перебувало 20,3 % осіб, у тому числі 23,3 % дітей у віці до 18 років та 15,4 % осіб у віці 65 років та старших.
Цивільне працевлаштоване населення становило 428 осіб. Основні галузі зайнятості: освіта, охорона здоров'я та соціальна допомога — 24,3 %, роздрібна торгівля — 15,9 %, публічна адміністрація — 11,0 %, транспорт — 8,9 %.